# Community Shield 2008
Navigation
2007 2009
Le Community Shield 2008 est la quatre-vingt-sixième édition de la Supercoupe d'Angleterre de football, épreuve qui oppose le champion d'Angleterre au vainqueur de la Coupe d'Angleterre. Disputée le 10 août 2008 au stade de Wembley à Londres, la rencontre est remportée par Manchester United aux dépens de Portsmouth.

## Feuille de match
| 5 août 2008             | Manchester United | 0-0                                | Portsmouth | Stade de Wembley, Londres                     |                                               |
|                         |                   | (0-0)                              |            | Spectateurs : 84 808 Arbitrage : Peter Walton | Spectateurs : 84 808 Arbitrage : Peter Walton |
| Tévez · Giggs · Carrick | Tirs au but 3-1   | Diarra · Defoe · Mvuemba · Johnson |            | Spectateurs : 84 808 Arbitrage : Peter Walton | Spectateurs : 84 808 Arbitrage : Peter Walton |

| Manchester United | Portsmouth |

| Gardien de but | 1  | Edwin van der Sar |     |     |
| D              | 2  | Gary Neville      | 61e | 67e |
| D              | 5  | Rio Ferdinand     |     |     |
| D              | 15 | Nemanja Vidić     | 45e |     |
| D              | 3  | Patrice Évra      |     |     |
| M              | 24 | Darren Fletcher   |     |     |
| M              | 18 | Paul Scholes      |     |     |
| M              | 22 | John O'Shea       |     | 67e |
| M              | 17 | Nani              |     | 79e |
| A              | 11 | Ryan Giggs        |     |     |
| A              | 32 | Carlos Tévez      |     |     |
| Remplaçants :  |    |                   |     |     |
| Gardien de but | 29 | Tomasz Kuszczak   |     |     |
| D              | 6  | Wes Brown         |     | 67e |
| D              | 21 | Rafael            |     |     |
| D              | 25 | Jonny Evans       |     |     |
| M              | 16 | Michael Carrick   |     | 67e |
| M              | 34 | Rodrigo Possebon  |     |     |
| A              | 31 | Fraizer Campbell  |     | 79e |
| Entraîneur :   |    |                   |     |     |
| Alex Ferguson  |    |                   |     |     |

| Gardien de but | 1  | David James         |     |     |
| D              | 5  | Glen Johnson        |     |     |
| D              | 15 | Sylvain Distin      | 37e |     |
| D              | 23 | Sol Campbell        |     |     |
| D              | 7  | Hermann Hreiðarsson |     | 79e |
| M              | 8  | Papa Bouba Diop     |     |     |
| M              | 30 | Pedro Mendes        |     | 75e |
| M              | 6  | Lassana Diarra      |     |     |
| M              | 19 | Niko Kranjčar       |     | 60e |
| A              | 9  | Peter Crouch        |     |     |
| A              | 14 | Jermain Defoe       |     |     |
| Remplaçants :  |    |                     |     |     |
| Gardien de but | 21 | Jamie Ashdown       |     |     |
| D              | 4  | Lauren              |     | 79e |
| D              | 20 | Martin Cranie       |     |     |
| D              | 32 | Djimi Traoré        |     |     |
| M              | 18 | Arnold Mvuemba      |     | 75e |
| A              | 17 | John Utaka          |     | 60e |
| A              | 26 | Ben Sahar           |     |     |
| Entraîneur :   |    |                     |     |     |
| Harry Redknapp |    |                     |     |     |